# Eleccions al Dáil Éireann de 1923
Les eleccions al Dáil Éireann de 1923 es van celebrar el 27 d'agost de 1923, després de la guerra civil irlandesa per a renovar els 153 diputats del Dáil Éireann. Cumann na nGaedhael va formar un govern de coalició amb laboristes, mentre que Sinn Féin decidí no ocupar els seus escons.

## Resultats
| Partit              | Líder               | Vot popular | %     | Escons |
| Cumann na nGaedhael | William T. Cosgrave |             | 38,9% | 63     |
| Sinn Féin           | Éamonn de Valera    |             | 26,1% | 44     |
| Laborista           | Thomas Johnson      |             | 12,4% | 14     |
| Farmer's Party      | Denis Gorey         |             | 9,8%  | 15     |
| Independents        |                     |             | 11,1% | 17     |